# Saint-Georges-sur-Baulche
Saint-Georges-sur-Baulche es una comuna francesa situada en el departamento de Yonne, en la región de Borgoña-Franco Condado.

## Demografía
| 718 | 1364 | 2962 | 3385 | 3186 | 3155 | 3230 |
| Para los censos de 1962 a 1999 la población legal corresponde a la población sin duplicidades (Fuente: INSEE [Consultar]) |      |      |      |      |      |      |